# Джесс Голл
Джесс Голл (англ. Jess Hall; нар. 16 березня 1971) — британський оператор-постановник.

## Життя та кар'єра
Голл навчався в Нью-Йоркському університеті, а також в коледжі мистецтва та дизайну Сен-Мартіна.
Перша робота Голла в якості оператора відбулася у постановці фільму «Стендер» з Томасом Джейном у головній ролі. Він виступив режисером фотографії у кількох британських постановках, серед яких кримінальна комедія Едгара Райта «Круті фараони», комедія «Син Рембо» та драма «Повернення у Брайдсгед», за роботу над останньою отримав номінацію на премію Супутник за найкращу операторську роботу. Голл почав працювати над американськими постановками, починаючи з комедії 2010 року «Перемикач», а потім — «Встигнути за 30 хвилин», «Захоплюючий час» і «Перевага».
У 2017 році став оператором екранізації однойменної японської манґи з Скарлетт Йоганссон в головній ролі. Він заявляв, що шукав цифровий фотоапарат, який міг би відтворити стиль, показаний в аніме «Ghost in the Shell».

## Фільмографія

### Фільми
| Рік  | Українська назва                  | Оригінальна назва               | Режисер               |
| ---- | --------------------------------- | ------------------------------- | --------------------- |
| 2003 | Стендер                           | Stander                         | Бронвен Х'юз          |
| 2007 | Круті фараони                     | Hot Fuzz                        | Едгар Райт            |
| 2007 | Син Рембо                         | Son of Rambow                   | Гарт Дженнінгс        |
| 2008 | Повернення у Брайдсгед            | Brideshead Revisited            | Джуліан Джарролд      |
| 2009 | Походження                        | Creation                        | Джон Ам'єль           |
| 2010 | Більше, ніж друг                  | The Switch                      | Джош Гордон Вілл Спек |
| 2011 | Встигнути за 30 хвилин            | 30 Minutes or Less              | Рубен Флейшер         |
| 2013 | Захоплюючий час                   | The Spectacular Now             | Джеймс Понсольдт      |
| 2014 | Перевага                          | Transcendence                   | Воллі Пфістер         |
| 2017 | Привид у броні                    | Ghost in the Shell              | Руперт Сандерс        |
| 2019 | Море спокуси                      | Serenity                        | Стівен Найт           |
| 2022 | Шевальє                           | Chevalier                       | Стівен Вільямс        |
| 2025 | Фантастична четвірка: Перші кроки | The Fantastic Four: First Steps | Метт Шекман           |

### Телебачення
| Рік  | Українська назва          | Оригінальна назва           | Режисер     | Примітка          |
| ---- | ------------------------- | --------------------------- | ----------- | ----------------- |
| 2021 | ВандаВіжен                | WandaVision                 | Метт Шекман | 9 епізодів        |
| 2023 | Консультант               | The Consultant              | Метт Шекман | Епізод: "Creator" |
| 2023 | Монарх: Спадщина монстрів | Monarch: Legacy of Monsters | Метт Шекман | 2 епізоди         |

## Номінації
- Премія «Супутник», найкраща операторська робота за фільм «Повернення у Брайдсгед» (2008).[4]